# Palonín
Palonín (niem. Pollein) – gmina w Czechach, w powiecie Šumperk, w kraju ołomunieckim. Według danych z dnia 1 stycznia 2012 liczyła 348 mieszkańców.